# Masakra w Ajlabun
Masakra w Ajlabun – masakra, do jakiej doszło 30 października 1948, podczas I wojnay izraelsko-arabskiej. Żołnierze Sił Obronnych Izraela (IDF) zabili 14 mężczyzn pochodzących z arabskiej, chrześcijańskiej wioski Ajlabun.
Według relacji, 12 z ofiar zostało rozstrzelanych po kapitulacji wioski. Po tych wydarzeniach większość mieszkańców została wypędzona do Libanu, gdzie przez kilka miesięcy żyli jako uchodźcy. W 1949, na mocy porozumienia pomiędzy państwem Izrael a arcybiskupem Maksymosem V Hakimem, mieszkańcom pozwolono na powrót do Ajlabun, co czyni ją jedną z nielicznych arabskich wiosek, których wypędzeni mieszkańcy uzyskali prawo powrotu.

## Tło wydarzeń
W okresie mandatu palestyńskiego chrześcijańskie wioski zazwyczaj pozostawały neutralne lub były przyjazne wobec społeczności żydowskiej (Jiszuw). Jednak w czasie wojny Ajlabun została zajęta przez Arabską Armię Wyzwoleńczą (ALA). 12 września 1948, w pobliżu wioski, na wzgórzu zwanym Posterunek 213, zginęło dwóch izraelskich żołnierzy. Według relacji, bojownicy ALA oraz niektórzy mieszkańcy nieśli odcięte głowy żołnierzy w procesji przez Ajlabun – wydarzenie to mogło wpłynąć na późniejsze działania izraelskich sił zbrojnych.

## Przebieg masakry
W ramach Operacji Hiram oddziały 12. Batalionu Brygady Golani starły się z siłami arabskimi w pobliżu Ajlabun. W wyniku walk zniszczono cztery izraelskie pojazdy opancerzone, a kilku żołnierzy zostało rannych. 30 października 1948 IDF wkroczyły do Ajlabun. Mieszkańcy wioski poddali się, wywieszając białe flagi, a ich kapitulacji towarzyszyło czterech lokalnych księży. Większość mieszkańców ukryła się w kościołach.
Pomimo poddania się wioski, wcześniejsze incydenty – w tym wspomniana procesja z głowami izraelskich żołnierzy – oraz straty poniesione w walce, mogły przyczynić się do brutalnej reakcji żołnierzy izraelskich. Według listu starszyzny wioski, jeden mieszkaniec został zastrzelony, a drugi ranny podczas gromadzenia ludności na rozkaz IDF. Następnie wybrano dwunastu młodych mężczyzn, których rozstrzelano, gdy resztę ludności (około 800 osób) skierowano do pobliskiego miasta Maghar. Jeden starszy mężczyzna został również zabity ogniem z pojazdu opancerzonego w trakcie marszu. Około 42 młodych mężczyzn zatrzymano w obozie jenieckim, a pozostali mieszkańcy zostali wypędzeni do Libanu.

## Skutki i powrót mieszkańców
W Ajlabun pozostało około 52 osób – głównie osoby starsze i dzieci. Kapłani chrześcijańscy z wioski protestowali przeciwko wypędzeniu i domagali się powrotu ludności. W wyniku śledztwa przeprowadzonego przez obserwatorów ONZ oraz nacisków ze strony Watykanu, jak również po debacie wewnątrz izraelskiego rządu, uchodźcom z Ajlabun pozwolono na powrót do wioski i uzyskanie izraelskiego obywatelstwa. Stało się to możliwe w ramach porozumienia zawartego w 1949 między rządem Izraela a arcybiskupem Maksymosem V Hakimem, który w 1967 został mianowany patriarchą Kościoła melchickiego.

## Upamiętnienie
Zdarzenie zostało odnotowane w raporcie obserwatorów ONZ. W 1983 ofiary masakry zostały upamiętnione pomnikiem postawionym obok cmentarza chrześcijańskiego w Ajlabun. Drugi pomnik, odsłonięty w 1998, został wkrótce potem zdewastowany i niemal całkowicie zniszczony.
Wydarzenia te zostały udokumentowane w filmie dokumentalnym Sons of Eilaboun w reżyserii Hishama Zreiqa.